# Requin gris de récif
Vous lisez un « article de qualité » labellisé en 2014.
Carcharhinus amblyrhynchos · Requin dagsit, Requin à queue noire
Espèce
Synonymes
- Carcharhinus menisorrah (Müller & Henle, 1839) (ambigu)
- Carcharias amblyrhynchos Bleeker, 1856 (protonyme)
- Carcharhinus amblyrhinchos (Bleeker, 1856)
- Carcharhinus amblyrhynchus (Bleeker, 1856)
- Carcharinus amblyrhynchos (Bleeker, 1856)
- Carcharias nesiotes Snyder, 1904
- Galeolamna fowleri Whitley, 1944
- Galeolamna tufiensis Whitley, 1949
- Galeolamna coongoola Whitley, 1964
- Carcharhinus wheeleri Garrick, 1982

Statut de conservation UICN

 EN A2bcd : En danger
Le Requin gris de récif (Carcharhinus amblyrhynchos, souvent appelé par erreur amblyrhynchus ou amblyrhinchos), également communément nommé Requin dagsit ou encore Requin à queue noire, est une espèce de requins de la famille des Carcharhinidae. Souvent rencontré en eaux peu profondes près des tombants des récifs coralliens, il s'agit d'un des requins de récif les plus courants de l'Indo-Pacifique : son aire de répartition s'étend de l'île de Pâques à l'Est jusqu'en Afrique du Sud à l'Ouest. Cette espèce a l'allure caractéristique des requins de récif, avec son museau large et arrondi et ses grands yeux. Elle se distingue des autres par sa première nageoire dorsale blanche ou se terminant par une extrémité blanche, tandis que les autres nageoires se terminent par une extrémité noire, ainsi que par la large bordure arrière noire de sa nageoire caudale et par l'absence de crête entre ses nageoires dorsales. La plupart des individus mesurent moins de 1,9 m de long.
Le Requin gris de récif est un prédateur agile et rapide, qui se nourrit principalement de poissons osseux et de céphalopodes. Son comportement agressif lui permet de dominer la plupart des autres espèces de requins qui vivent dans les récifs, en dépit de sa taille relativement modeste. Plusieurs Requins gris de récif établissent résidence à un point particulier du récif, auquel ils retournent tout le temps. Toutefois, ce sont des animaux sociaux plutôt que territoriaux. Durant la journée, ces requins forment souvent des groupes comprenant 5 à 20 individus près des bordures des récifs coralliens, se séparant le soir quand ils se mettent à chasser. Les femelles adultes forment également des groupes en eaux très peu profondes, où la température élevée de l'eau peut accélérer leur croissance ou celle de leurs jeunes in utero. Comme les autres requins de sa famille, le Requin gris de récif est vivipare, et nourrit donc ses embryons via une connexion placentaire. Les portées comptent de un à six jeunes, et les femelles mettent bas tous les ans.
Les Requins gris de récif ont été la première espèce de requin observée à prendre une attitude d'intimidation caractéristique indiquant qu'il se prépare à attaquer. Cette attitude se caractérise par des nageoires pectorales descendues vers le bas et un mouvement latéral exagéré du corps. Les Requins gris de récif prennent souvent cette attitude lorsqu'ils sont suivis ou acculés par des plongeurs, et indiquent ainsi qu'ils les perçoivent comme une menace. Ils sont régulièrement impliqués dans des attaques sur l'Homme, et doivent donc être traités avec précaution, notamment s'ils prennent leur attitude d'intimidation. Ils sont une prise fréquente des pêcheurs, ce qui peut localement provoquer un déclin des effectifs du fait de son rythme de reproduction peu soutenu et de sa dispersion limitée. Ainsi, l'Union internationale pour la conservation de la nature (UICN) a classé l'espèce « quasi-menacée ».

## Description
Attention, deux espèces de requins sont nommées « requin gris » : Carcharhinus amblyrhynchos mais aussi Carcharhinus plumbeus. Pour cette raison, il est préférable de  préciser « Requin gris de récif » pour Carcharhinus amblyrhynchos.

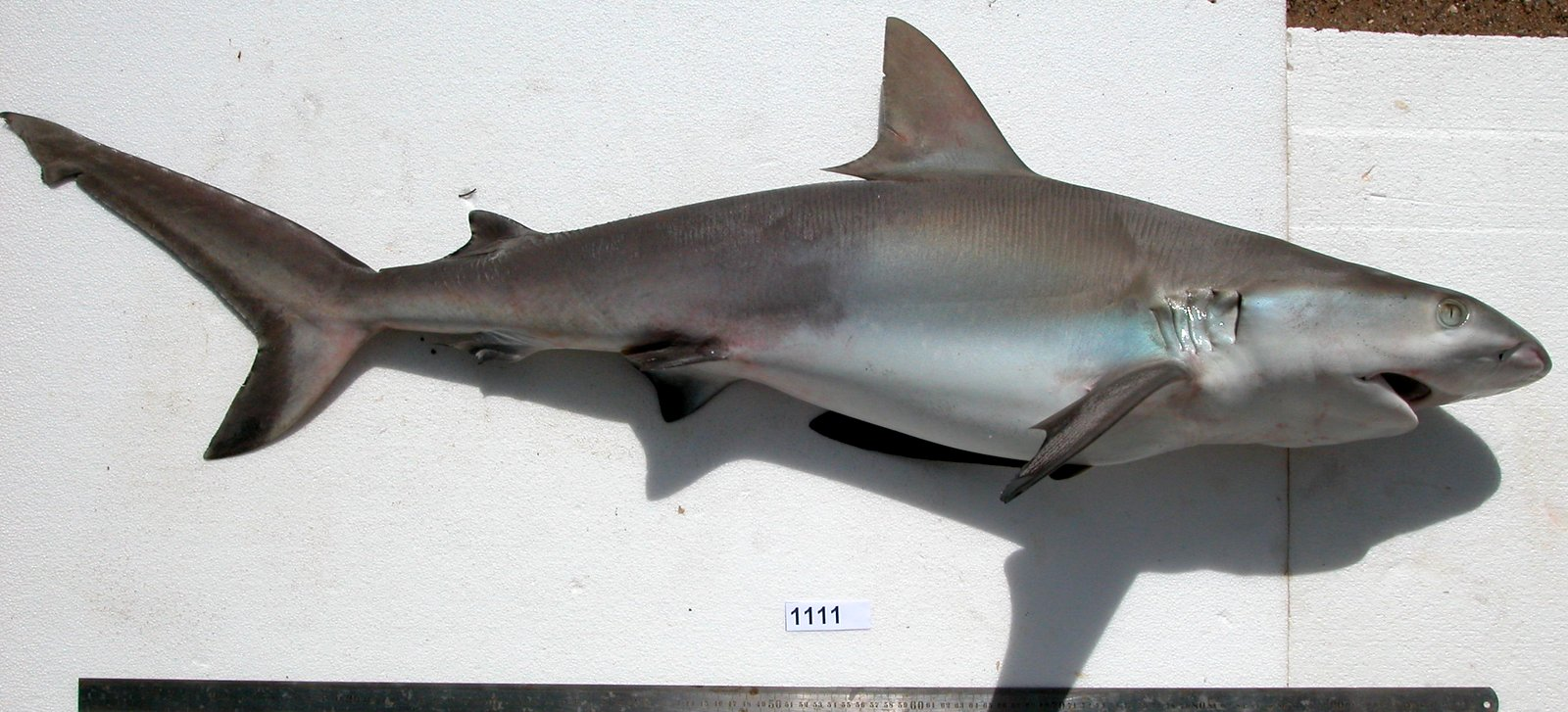
Requin gris de récif de Nouvelle-Calédonie.

Le Requin gris de récif a un corps élancé modérément corpulent et un long et large museau émoussé. Les yeux sont presque circulaires. Chacune des mâchoires ont 13 à 14 rangées, la mâchoire supérieure en comptant généralement 14 et la mâchoire inférieure 13. Les dents de la mâchoire supérieure sont de forme triangulaire avec une pointe inclinée, tandis que les dents de la mâchoire inférieure ont des pointes plus droites et minces. Les dentelures des dents sont plus marquées sur la mâchoire supérieure que sur la mâchoire inférieure.
La première nageoire dorsale est de taille moyenne, et il n'y a pas de crête entre les deux nageoires dorsales. Les nageoires pectorales sont minces et falciformes. La coloration de ce requin est grise dessus, avec parfois des reflets bronzes, et blanche dessous, suivant le principe de camouflage par ombre inversée. La bordure arrière de la nageoire caudale présente une bande noire nette et caractéristique. Les nageoires pectorales et pelviennes, la seconde nageoire dorsale et les nageoires anales présentent des extrémités noires à chamoisées. Les individus de l'Ouest de l'océan Indien ont une bordure blanche à l'extrémité de la première nageoire dorsale, alors que cette caractéristique n'est pas visible chez les requins du Pacifique. Les Requins gris de récif qui passent beaucoup de temps en eaux peu profondes ont parfois une coloration plus foncée, du fait de l'exposition au soleil. La plupart des Requins gris de récif mesurent moins de 1,9 m de long. Le plus grand de ces requins jamais observé mesurait 2,6 m et le plus lourd pesait 33,7 kg.

### Espèces similaires
Au sein de son aire de répartition, le Requin gris de récif peut être confondu avec le Requin à pointes noires (Carcharhinus melanopterus). Ce dernier s'en distingue par une marque noire caractéristique à l'extrémité de sa première nageoire dorsale. Le Requin gris de récif se différencie par ailleurs facilement du Requin gris (C. plumbeus), dont le nom vernaculaire porte à confusion, par l'extrémité noire de ses nageoires caudale, pelviennes et ventrales. De plus, C. plumbeus est plus grand et a une première nageoire dorsale plus haute et presque droite.

## Biologie et écologie

### Comportement

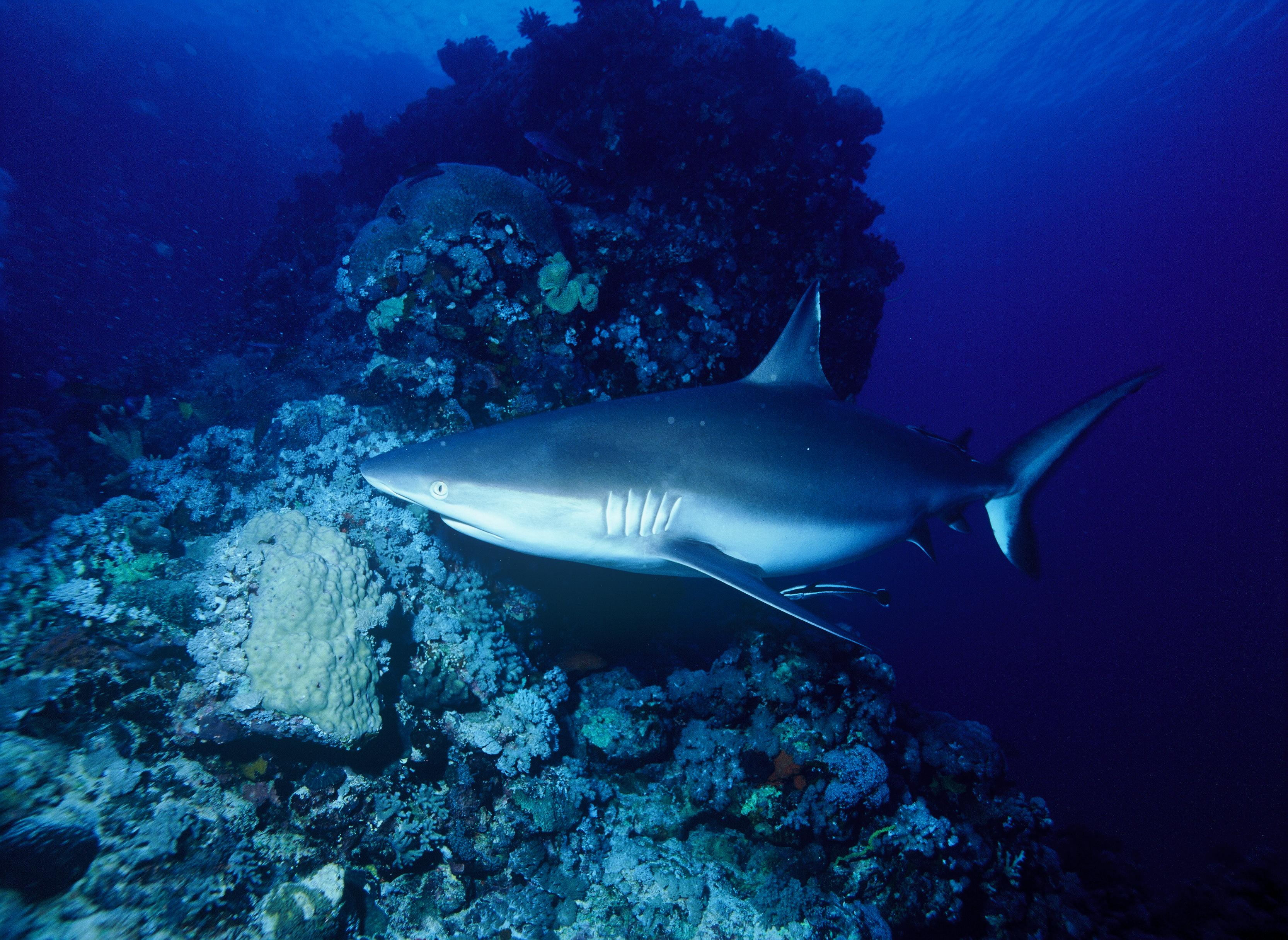
Le Requin gris de récif devient plus actif lorsque la nuit approche.

Le Requin gris de récif est actif toute la journée, mais avec un pic d'activité la nuit. À Rangiroa en Polynésie française, des groupes d'environ 30 requins passent la journée ensemble dans une zone réduite, se dispersant la nuit en quête de nourriture. Leur habitat est d'environ 0,8 km2. À Enewetak dans les îles Marshall, les Requins gris de récif ont des comportements différents selon l'implantation de leur territoire. Les requins des récifs océaniques extérieurs ont tendance à être nomades, nageant sur de longues distances, tandis que ceux du lagon restent de jour comme de nuit dans un habitat restreint et bien délimité. En cas de fortes marées, les Requins gris de récif nagent contre le courant, face à la rive lors des marées descendantes et face à l'océan pendant les marées montantes. Cela leur permet certainement de mieux détecter leurs proies dont l'odeur est portée par le courant, ou de profiter de la turbidité de l'eau pour chasser à couvert.
On ne sait pas réellement si le Requin gris de récif a un comportement territorial. En effet ce requin tolère souvent que d'autres espèces entrent et se nourrissent dans son territoire. Au large d'Hawaï, les requins peuvent rester dans la même portion du récif pendant trois ans, tandis qu'à Rangiroa, ils changent régulièrement de territoire, s'éloignant de leur habitat précédent d'environ 15 km. À Enewetak, le requin devient parfois très agressif dans certaines zones spécifiques du récif, ce qui laisse à penser qu'il cherche à défendre un territoire.

#### Sociabilité

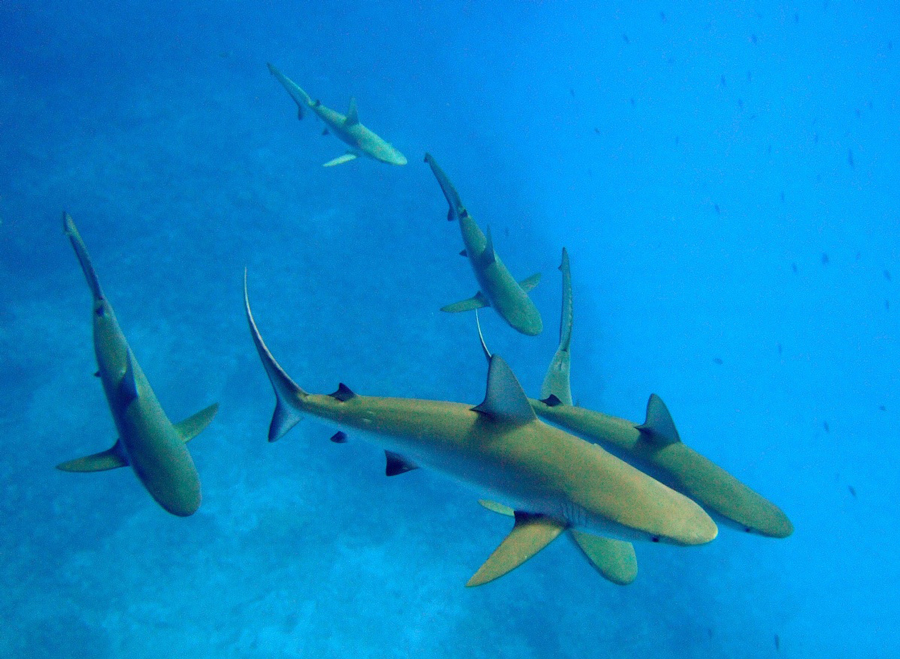
Les Requins gris de récif se regroupent parfois ensemble pendant la journée, comme ici dans l'atoll de Kure dans l'archipel d'Hawaï

Les regroupements de Requins gris de récif sont bien documentés. Dans le nord-ouest des îles de l'archipel d'Hawaï, un grand nombre de femelles en gestation ont été observées nageant lentement près de la surface en décrivant des cercles, exposant parfois leur nageoire dorsale hors de l'eau ou même leur dos. Ces groupes se forment généralement entre 11 h et 15 h, quand l'exposition au soleil est maximale. Un comportement similaire a été observé à Sand Island au large de l'atoll Johnston, les femelles se regroupant près de la surface de l'eau de mars à juin. Le nombre de requins par groupe diffère d'une année sur l'autre. Chaque jour, les requins commencent à se réunir vers 9 h, et le nombre de requins atteint un pic durant les heures les plus ensoleillées de la journée, avant que les animaux ne se dispersent vers 19 h. Chaque requin retourne sur le site du regroupement tous les un à six jours. On pense que ces femelles tirent avantage de leur exposition à des eaux plus chaudes pour accélérer leur croissance et celle de leurs embryons. Elles pourraient également éviter ainsi les sollicitations des mâles.
Au large d'Enewetak, les Requins gris de récif ont un comportement différent suivant les zones qu'ils occupent. Dans les eaux les moins profondes ils sont solitaires, tandis que là où le récif s'enfonce dans l'océan ils forment de petits groupes de 5 à 20 requins durant la matinée qui se dispersent ensuite le soir venu. Sur les plateaux marins, les requins forment des bancs d'environ 30 individus près du fond marin, placés parallèlement les uns aux autres ou nageant lentement en formant des cercles. La plupart des individus qui constituent ces bancs sont des femelles, et la formation de telles agrégations semble liée à l'accouplement ou l'élevage des jeunes,.

#### Attitude d'intimidation

Attitude d'intimidation du requin gris de récif.

L'attitude d'intimidation du Requin gris de récif est le comportement de réponse aux menaces le plus prononcé et connu de tous les requins. Les études de ce comportement ont été axées sur la réaction des requins envers les plongeurs qui approchent, ce qui aboutit parfois à des attaques. Cette attitude se caractérise par un museau levé, des nageoires pectorales laissées tombantes, un dos cambré et un corps courbé latéralement. Tout en maintenant cette position, le requin nage avec un mouvement latéral exagéré, et fait parfois des rouleaux ou des boucles en huit. L'intensité de ces mouvements augmente quand le requin est approché plus près, ou si sa fuite est bloquée par des obstacles. Si le plongeur persiste, le requin fuit ou attaque la gueule ouverte et les dents supérieures en avant.
Généralement on a observé cette attitude en réponse à la présence d'un plongeur ou d'un submersible ayant suivi le requin sur quelques mètres. Toutefois le requin procède de la même façon avec les murènes, et on l'a déjà observé au moins une fois en faire autant avec un Grand requin-marteau (Sphyrna mokarran) de plus grande taille. Cependant, il n'a jamais été vu opérant un tel comportement envers ses congénères. Ceci suggère que cette attitude est essentiellement une réponse aux menaces potentielles plutôt qu'à des concurrents.

#### Relation avec les autres espèces

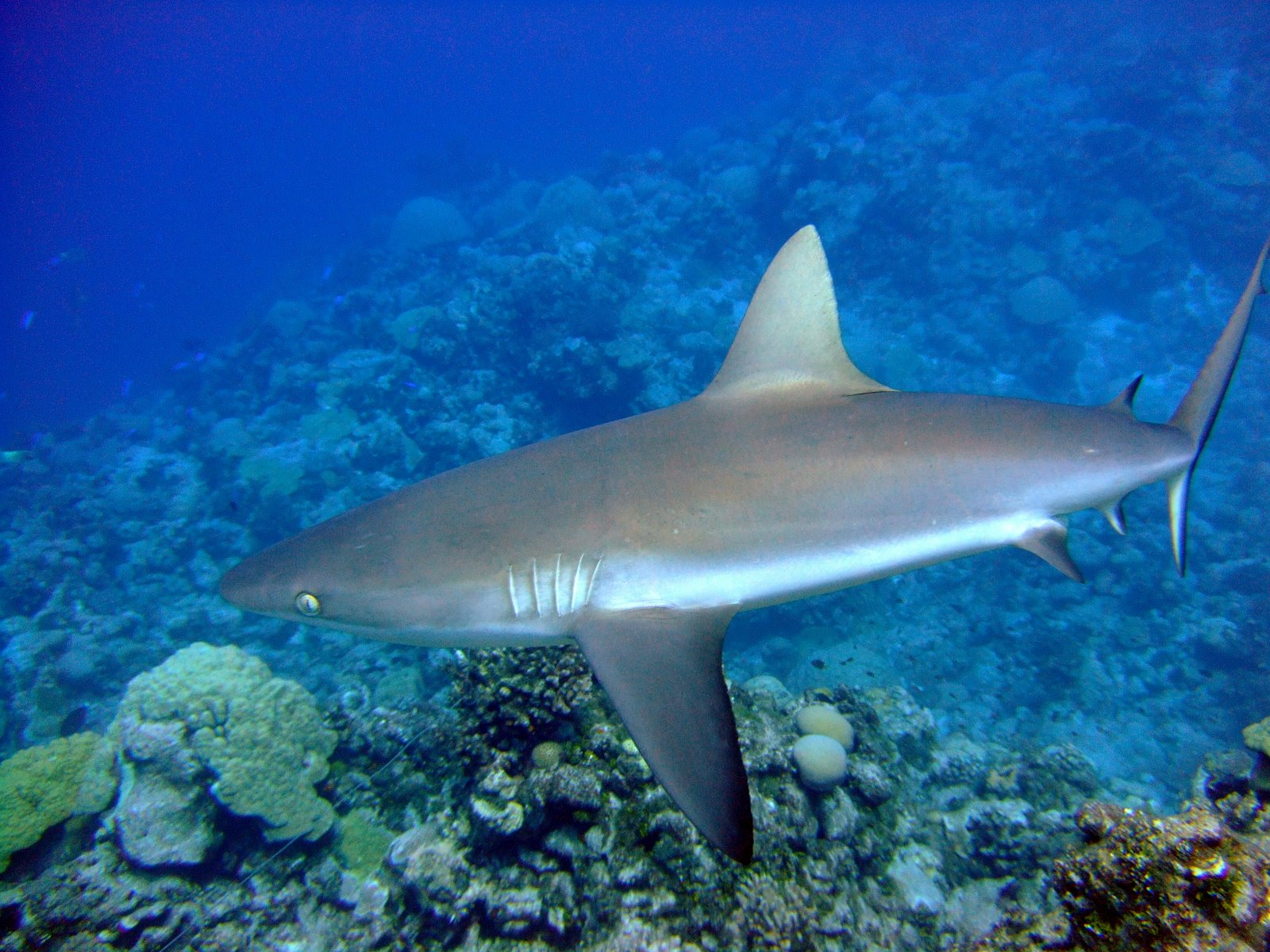
Femelle Requin gris de récif au large de Wake. Cette espèce est l'un des requins de récif les plus courants de l'Indo-Pacifique

Avec le Requin à pointes noires (C. melanopterus) et le Requin-corail (Triaenodon obesus), le Requin gris de récif est l'un des trois requins les plus courants des récifs coralliens de l'Indo-Pacifique. Il déloge activement les autres requins de leur habitat privilégié, même les plus gros. Dans les zones où cette espèce cohabite avec le Requin à pointes noires, cette dernière espèce occupe les plateaux à faible profondeur tandis que le premier vit un peu plus bas. Les zones où le Requin gris de récif est très abondant sont rarement partagées avec le Requin gris (C. plumbeus), et vice versa ; leur régime alimentaire similaire empêche certainement leur cohabitation.
Lors des rares occasions où il s'aventure dans les eaux océaniques, le Requin gris de récif est généralement associé à des mammifères marins ou de grands poissons pélagiques, comme les Voiliers de l'Indo-Pacifique (Istiophorus platypterus). On a observé par exemple 25 Requins gris de récif suivant un large groupe de dauphins Tursiops, avec 25 Requins soyeux (C. falciformis) et un Requin pointe blanche (C. albimarginatus). Des Coureurs arc-en-ciel (Elagatis bipinnulata) ont été observés se frottant contre des Requins gris de récif, utilisant ainsi la peau rugueuse du requin pour se débarrasser de leurs parasites.

### Alimentation

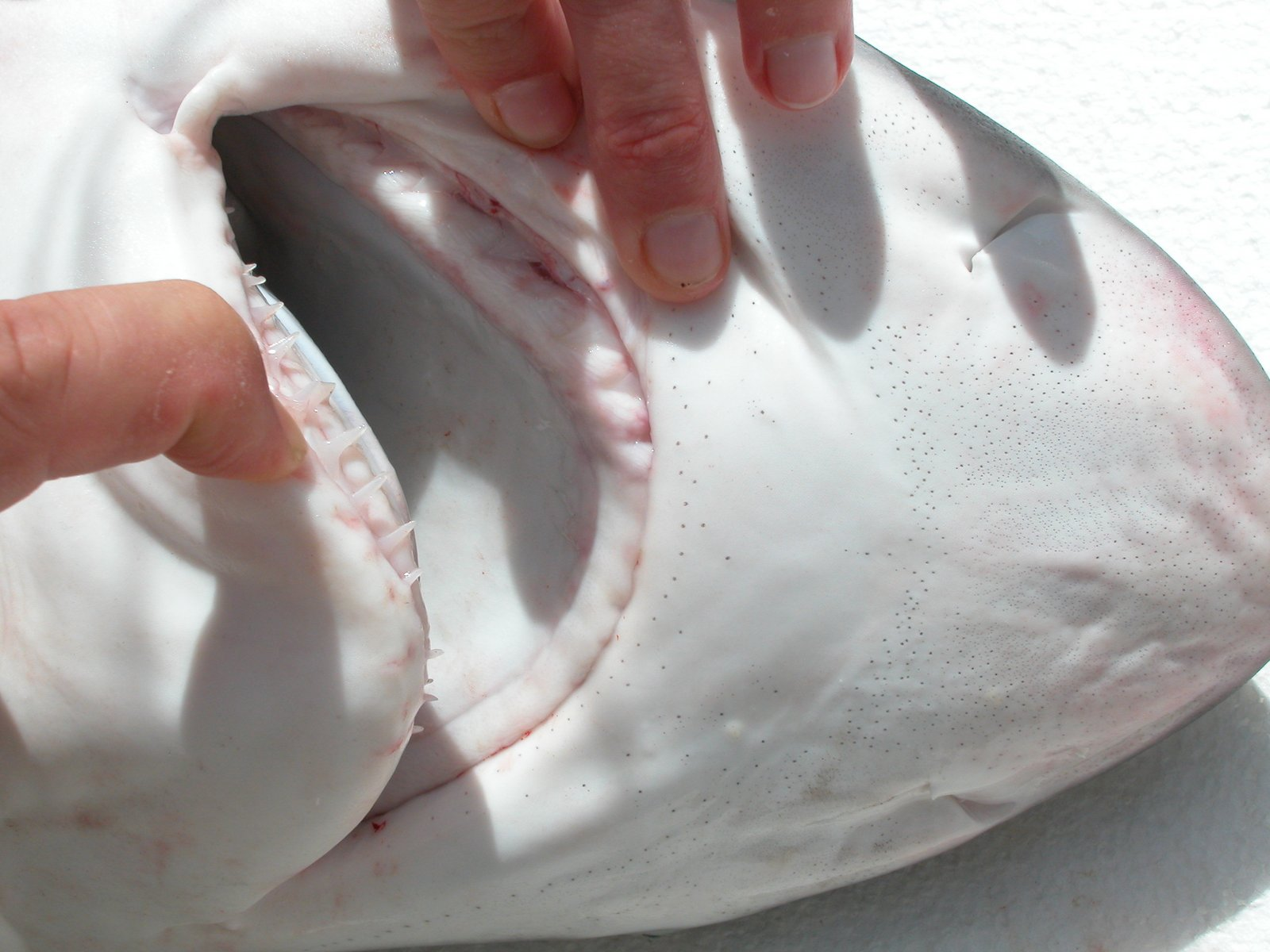
Les dents de la mâchoire inférieure sont plus étroites que celles de la mâchoire supérieure.

Les Requins gris de récif se nourrissent principalement de poissons osseux, tels que des poissons de la famille des Acanthuridae et des Chaetodontidae, ainsi que de céphalopodes comme les calmars et les poulpes et plus rarement de crustacés comme les crabes et les homards. Les requins les plus grands mangent une plus grande proportion de céphalopodes. Ces requins chassent seuls ou en groupe, et sont connus pour encercler des bancs de poissons contre les parois des récifs pour les capturer plus facilement. Il excelle pour attraper des poissons nageant en eau libre, et leur chasse est donc complémentaire de celle du Requin-corail, qui attrape les poissons dans les grottes et crevasses. Son odorat est extrêmement développé. En présence de grandes quantités de nourriture, les Requins gris de récif peuvent entrer dans des phases de frénésie alimentaire. Dans un cas de ce genre au cours duquel une explosion sous-marine avait causé la mort de plusieurs Lutjanidae, un des requins concernés a été attaqué et mangé par ses congénères.

### Cycle de vie
Durant la copulation, le mâle Requin gris de récif mord le corps ou les nageoires de la femelle pour la maintenir en position. Comme les autres requins de la famille des Carcharhinidae, le Requin gris de récif est vivipare. Lorsque les embryons en développement ont épuisé leur réserve en vitellus, le sac vitellin vide se développe en une connexion avec le omphalo-placenta qui permet à l'embryon d'être nourri par sa mère. Chaque femelle a un seul ovaire fonctionnel, celui du côté droit, et deux utérus. Un à quatre jeunes requins (parfois six, notamment à Hawaï) naissent tous les deux ans. La taille de la portée augmente avec la taille de la mère. La période de gestation dure entre neuf et quatorze mois. La parturition a lieu de juillet à août dans l'hémisphère sud et de mars à juillet dans l'hémisphère nord. Les nouveau-nés mesurent 45 à 60 cm de long. La maturité sexuelle arrive à l'âge de sept ans environ, alors que les mâles mesurent entre 1,3 et 1,5 m de long et les femelles entre 1,2 et 1,4 m. Les femelles de la grande barrière de corail atteignent leur maturité sexuelle plus tard, vers l'âge de onze ans, et sont alors un peu plus grandes. La longévité de cette espèce est d'au moins 25 ans,,.

### Prédateurs et parasites
Les Requins gris de récif sont la proie de requins plus grands, comme le Requin pointe blanche (Carcharhinus albimarginatus). À Rangiroa en Polynésie française, les Grands requins-marteaux (Sphyrna mokarran) se nourrissent parfois de Requins gris de récif épuisés en période d'accouplement. Les parasites connus de cette espèce sont le nématode Huffmanela lata et plusieurs espèces de copépodes qui s'accrochent à la peau du requin, comme Nemesis robusta, et les premiers stades juvéniles des isopodes Gnathia trimaculata et G. grandilaris qui s'attachent aux filaments des branchies et à leurs septa (la séparation entre chaque branchie),.

## Distribution et habitat

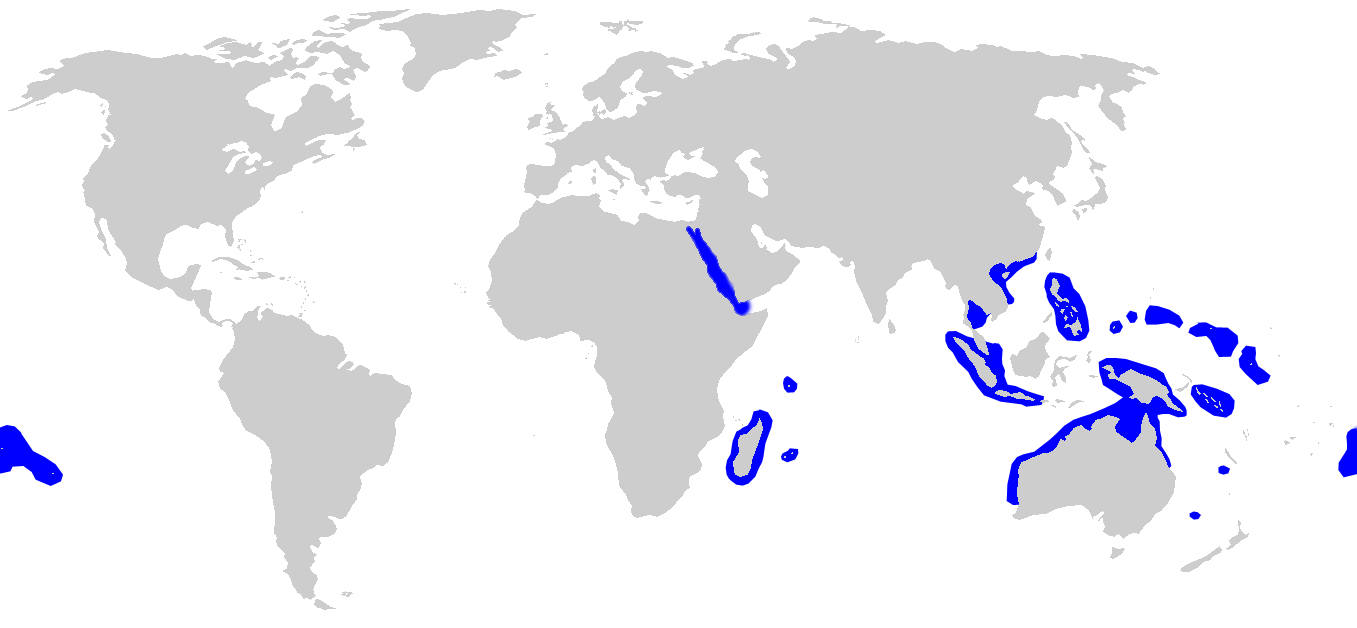
Aire de répartition du Requin gris de récif.

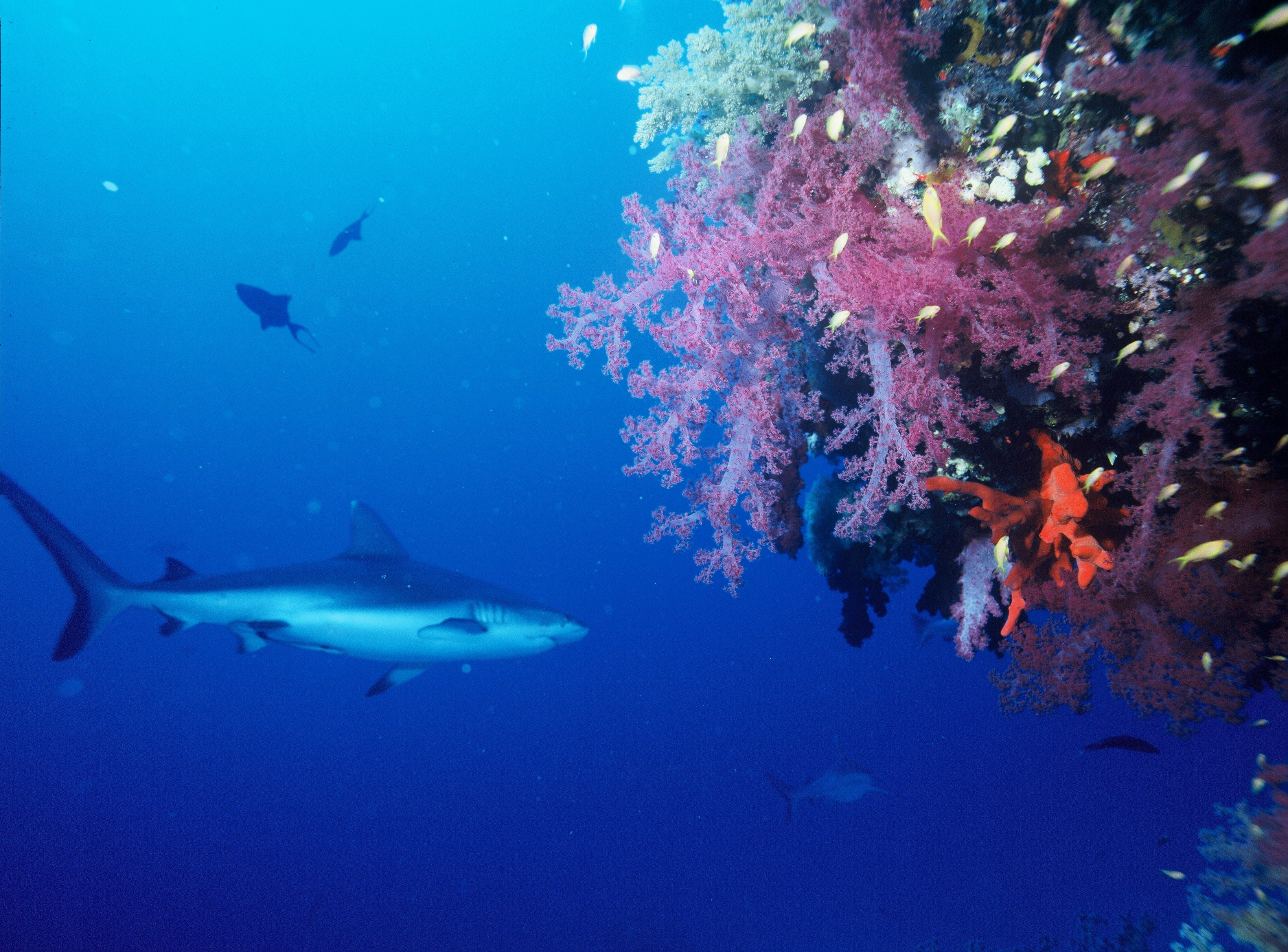
Les tombants des récifs coralliens représentent l'habitat privilégié des Requins gris de récif.

Le Requin gris de récif est originaire de l'océan Indien et de l'océan Pacifique. Dans l'océan indien, on le rencontre de l'Afrique du Sud à l'Inde, en passant par Madagascar et les îles situées à proximité, la mer Rouge et les Maldives. Dans l'océan Pacifique, il vit du sud de la Chine au nord de l'Australie et de la Nouvelle-Zélande en passant par le golfe de Thaïlande, les Philippines et l'Indonésie,. Cette espèce a également été observée au large de très nombreuses îles du Pacifique, comme les Samoa américaines, l'archipel des Chagos, l'île de Pâques, l'île Christmas, les îles Cook, les îles Marquises, l'archipel de Tuamotu, Guam, Kiribati, les îles Marshall, la Micronésie, Nauru, la Nouvelle-Calédonie, les îles Mariannes, Palau, les îles Pitcairn, les Samoa, les îles Salomon, Tuvalu, l'archipel d'Hawaï et Vanuatu
C'est une espèce côtière qui vit en eaux peu profondes, généralement à moins de 60 m de profondeur. Toutefois, ces animaux peuvent occasionnellement plonger à une profondeur de 1 000 m. On les trouve au niveau des plateaux continentaux et insulaires, préférant faire face au courant, dans les récifs de coraux et les topographies accidentées. Ils sont souvent rencontrés près des tombants et sur les bords extérieurs du récif, et moins fréquemment dans les lagons. À l'occasion, ce requin peut s'aventurer plusieurs kilomètres dans les eaux libres de l'océan,.

## Taxinomie et phylogénie
L'ichtyologiste hollandais Pieter Bleeker a décrit pour la première fois l'espèce en 1856 sous le nom Carcharias (Prionodon) amblyrhynchos, dans la revue scientifique Natuurkundig Tijdschrift voor Nederlandsch-Indië. D'autres auteurs ont par la suite classé l'espèce dans le genre Carcharhinus. Le spécimen type était une femelle de 1,5 m de long capturée dans la mer de Java. D'autres noms vernaculaires sont utilisés pour désigner l'espèce, comme Requin dagsit ou Requin à queue noire.
Dans certaines publications anciennes, ce requin est également appelé C. menisorrah. C. wheeleri, originaire de l'Ouest de l'océan Indien est maintenant considéré comme formant une seule et même espèce avec le Requin gris de récif pour la plupart des auteurs. On le distinguait auparavant de ce dernier par l'extrémité blanche de sa première nageoire dorsale, son museau plus court et une rangée de dents de moins sur chaque côté de la mâchoire supérieure. Parmi les autres synonymes, on note Carcharias nesiotes, nommé par Snyder à partir d'un spécimen collecté au large d'Hawaii et diverses autres appellations données par Whitley : Galeolamna fowleri, Galeolamna tufiensis et Galeolamna coongoola. Outre ces synonymes, ce requin est parfois nommé à tort Carcharhinus amblyrhynchus ou Carcharhinus amblyrhinchos,. En s'appuyant sur des caractères morphologiques, le nombre de vertèbres et la forme des dents, Jack Garrick conclut que le Requin gris de récif est proche du Requin pointe blanche (C. albimarginatus). Cette interprétation est confirmée par une analyse phylogénétique s'appuyant sur les allozymes réalisée en 1992 par Lavery.

## Relations avec l'Homme

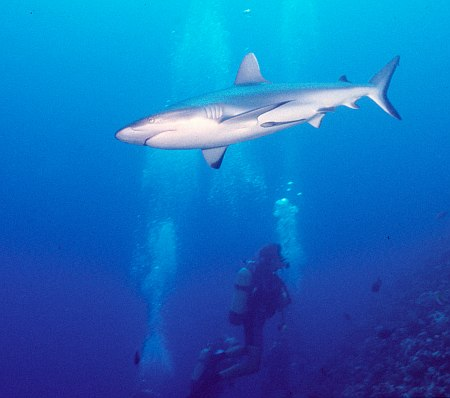
Le requin gris est de nature curieuse, notamment avec les plongeurs.

Les Requins gris de récif se révèlent souvent curieux et s'approchent des plongeurs quand ceux-ci entrent dans l'eau. Ils peuvent s'approcher très près, mais cessent leurs investigations en cas de plongeons répétés. Ils peuvent devenir dangereux en présence de nourriture, et ont tendance à être plus agressifs si on les rencontre en eau libre que dans le récif. Plusieurs cas d'attaques sur des chasseurs sous-marins, probablement par erreur, lorsque le requin se précipite sur le poisson harponné situé près du plongeur ont été rapportés. Cette espèce attaque également lorsqu'elle est poursuivie ou acculée, et les plongeurs doivent immédiatement s'éloigner si le requin prend sa posture caractéristique. Il est très dangereux de photographier cette attitude, le flash de l'appareil-photo ayant incité au moins une attaque connue. Bien que de taille modeste, le Requin gris de récif est capable d'infliger des blessures sévères et des dommages au matériel : lors d'une étude sur le comportement de ce requin face au danger, un Requin gris de récif a attaqué le submersible des chercheurs à de multiples reprises, laissant des traces de dents dans la fenêtre en plastique et mordant un des propulseurs. Le requin a lancé ses attaques d'une distance de 6 m et était capable de couvrir cette distance en un tiers de seconde. En 2008, l'International Shark Attack File listait treize attaques de cette espèce, dont six attaques provoquées par la victime, aucune n'ayant été fatale.

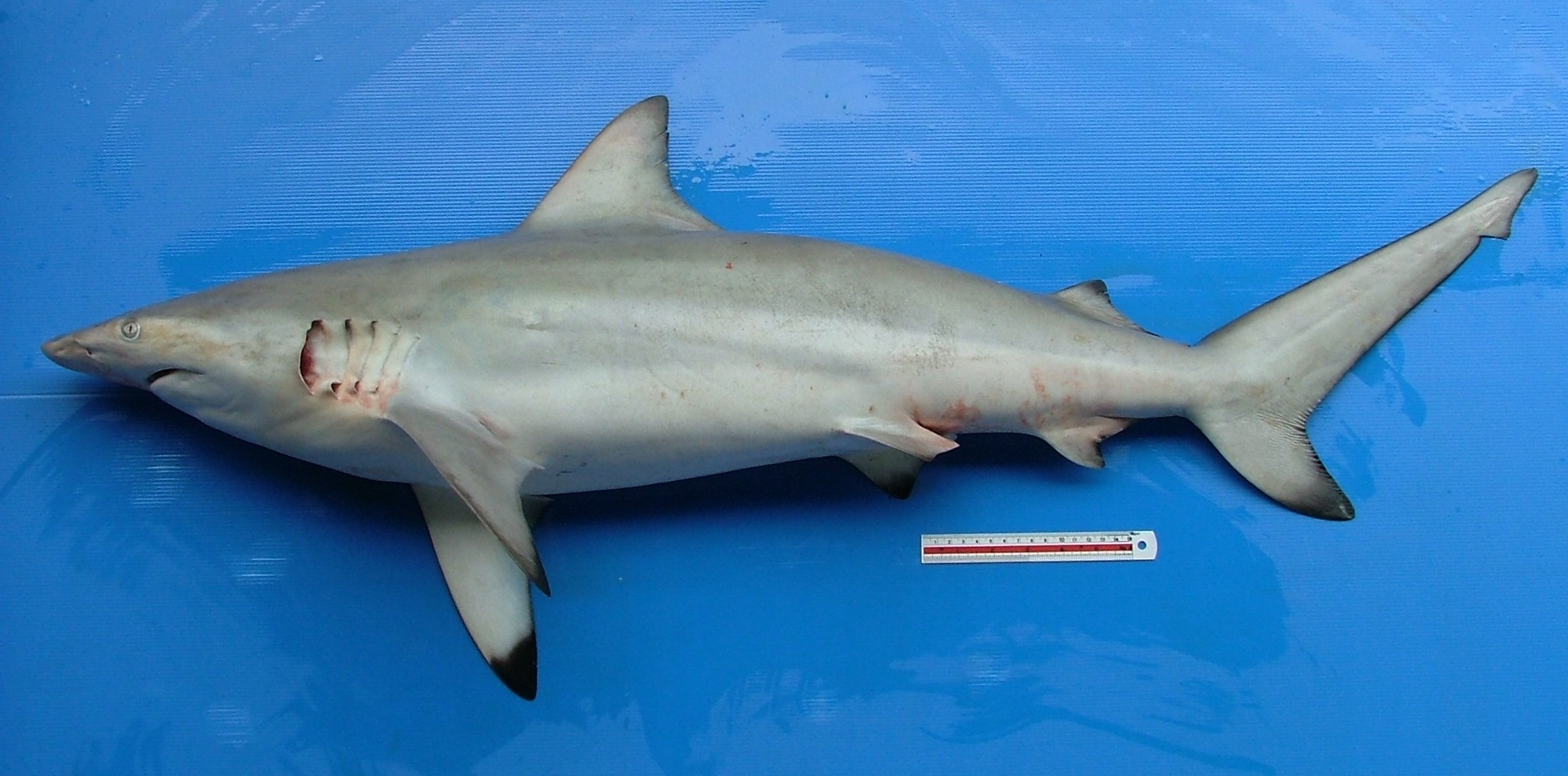
Requin gris de récif, port de Phuket, Thaïlande

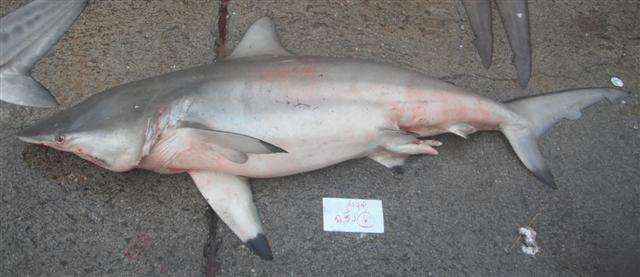
Requin gris de récif, port de Ranong, Thaïlande

Bien qu'encore abondant dans les îles Cocos et d'autres sites vierges, les Requins gris de récif risquent de décliner localement du fait de leur faible taux de reproduction, de leur habitat spécifique et de leur tendance sédentaire au sein de leur habitat. L'UICN (23 janvier 2023) classe l'espèce en catégorie EN (en danger) dans la liste rouge des espèces menacées depuis 2020. On estime que le requin gris de récif a subi un déclin de sa population de l'ordre de 59 % en 45 ans. Il est capturé par les pêcheurs dans plusieurs régions de son aire de répartition et est utilisé, entre autres fins, pour faire de la soupe d'ailerons de requin ou des farines de poissons. Une autre menace pour l'espèce est la dégradation continue des récifs coralliens par les activités humaines. Le déclin de certaines populations a été observé. Anderson et al.. (1998) indique que dans l'archipel des Chagos le nombre de Requins gris de récif en 1996 ne représente plus que 14 % du niveau des années 1970. Robbins et al.. (2006) a noté que les populations de Requins gris de récif dans les zones de pêche de la grande barrière de corail avaient décliné de 97 % par rapport aux zones interdites aux navires. De plus, les zones où la pêche est interdite, mais où les bateaux peuvent se rendre, ont le même niveau de déclin que les zones de pêche, ce qui montre l'importance du braconnage. Les prévisions suggèrent que dans les vingt prochaines années la population de ce requin va baisser pour ne représenter plus que 0,1 % de la population d'avant la pêche si des mesures supplémentaires de protection ne sont pas prises. L'écotourisme offre de nouvelles possibilités à la sauvegarde de l'espèce, car le Requin gris de récif, qui vit dans les récifs aux eaux claires, est une espèce convenant bien aux plongées visant à observer des requins. Ainsi il est aujourd'hui protégé sur des sites où la plongée touristique prend une importance économique, comme aux Maldives.